# Третя лінія (Сеульський метрополітен)
Третя лінія (Сеульський метрополітен) (кор. 수도권 전철 3호선) — одна з ліній метро у столиці Південної Кореї, місті Сеул.

## Історія
Будівництво лінії розпочалося у лютому 1980 року, початкова дільниця лінії «Гупхабаль» — «Донгніммун» з 7 станцій та 8 км, відкрилася 12 липня 1985 року.

### Хронологія подальшого розвитку
- 18 жовтня 1985 — відкриття центральної дільниці з 16 станцій та 18,2 км, дільниця «Донгніммун»-«Янгче».
- 13 липня 1990 — розширення лінії на північний захід на 1 станцію «Чічхук» та 1,5 км.
- 30 жовтня 1993 — розширення лінії на південний схід на 7 станцій та 7,5 км, дільниця «Янгче»-«Сусо».
- 30 січня 1996 — відкриття північно-західної дільниці до міста Коян (спочатку відкрита як окрема лінія, інтегрована в Третю лінію в 2000 році).
- 18 лютого 2010 — розширення лінії на схід на 3 станції та 3 км, дільниця «Сусо» — «Огим».
- 27 грудня 2014 — на діючій дільниці відкрилась станція «Вонхинг».

## Лінія
Переважно підземна лінія проходить з північного заходу на південний схід через центр міста. Лінія перетинає річку Хан між станціями «Оксу» та «Апгучонг» по мосту Донгхо. Як і на більшості ліній метро у Сеулі потяги живляться від повітряної контактної мережі.

## Станції
Станції з північного заходу на південний схід.
| Третя лінія |                                                    |                  |                                          |                              |                           |                                                             |                |
| № станції   | Назва українською                                  | Назва корейською | Назва англійською                        | Розташування                 | Пересадка                 | Тип                                                         | Дата відкриття |
| 309         | «Дехва»                                            | 대화             | «Daehwa»                                 | Місто Коян, провінція Кьонгі |                           | Підземна з острівною платформою                             | 30 січня 1996  |
| 310         | «Чуйоп»                                            | 주엽             | «Juyeop»                                 | Місто Коян, провінція Кьонгі |                           | Підземна з береговими платформами                           | 30 січня 1996  |
| 311         | «Чонгбальсан»                                      | 정발산           | «Jeongbalsan»                            | Місто Коян, провінція Кьонгі |                           | Підземна з береговими платформами                           | 30 січня 1996  |
| 312         | «Маду»                                             | 마두             | «Madu»                                   | Місто Коян, провінція Кьонгі |                           | Підземна з береговими платформами                           | 30 січня 1996  |
| 313         | «Бексок»                                           | 백석             | «Baekseok»                               | Місто Коян, провінція Кьонгі |                           | Підземна з острівною платформою                             | 30 січня 1996  |
| 314         | «Дегок»                                            | 대곡             | «Daegok»                                 | Місто Коян, провінція Кьонгі | Кьонгі-Чунганг            | Наземна з береговими платформами                            | 30 січня 1996  |
| 315         | «Хвачонг»                                          | 화정             | «Hwajeong»                               | Місто Коян, провінція Кьонгі |                           | Підземна з береговими платформами                           | 30 січня 1996  |
| 316         | «Вонданг»                                          | 원당             | «Wondang»                                | Місто Коян, провінція Кьонгі |                           | Естакадна з береговими платформами                          | 30 січня 1996  |
| 317         | «Вонхинг»                                          | 원흥             | «Wonheung»                               | Місто Коян, провінція Кьонгі |                           | Підземна з береговими платформами                           | 27 грудня 2014 |
| 318         | «Самсонг»                                          | 삼송             | «Samsong»                                | Місто Коян, провінція Кьонгі |                           | Підземна з береговими платформами                           | 30 січня 1996  |
| 319         | «Чічхук»                                           | 지축             | «Jichuk»                                 | Місто Коян, провінція Кьонгі |                           | Наземна з острівною платформою                              | 13 липня 1990  |
| 320         | «Гупхабаль»                                        | 구파발           | «Gupabal»                                | Район Инпхьонг, Сеул         |                           | Підземна з острівною платформою                             | 12 липня 1985  |
| 321         | «Йонсінне»                                         | 연신내           | «Yeonsinnae»                             | Район Инпхьонг, Сеул         | Шоста лінія               | Підземна з острівною платформою                             | 12 липня 1985  |
| 322         | «Булькванг»                                        | 불광             | «Bulgwang»                               | Район Инпхьонг, Сеул         | Шоста лінія               | Підземна з береговими платформами                           | 12 липня 1985  |
| 323         | «Нокбон»                                           | 녹번             | «Nokbeon»                                | Район Инпхьонг, Сеул         |                           | Підземна з острівною платформою                             | 12 липня 1985  |
| 324         | «Хонгче»                                           | 홍제             | «Hongje»                                 | Район Содемун, Сеул          |                           | Підземна з острівною платформою                             | 12 липня 1985  |
| 325         | «Муакче»                                           | 무악재           | «Muakjae»                                | Район Содемун, Сеул          |                           | Підземна з береговими платформами                           | 12 липня 1985  |
| 326         | «Донгніммун»                                       | 독립문           | «Dongnimmun»                             | Район Содемун, Сеул          |                           | Підземна з острівною платформою                             | 12 липня 1985  |
| 327         | «Кьонгбукгунг»                                     | 경복궁           | «Gyeongbokgung»                          | Район Чонгно, Сеул           |                           | Підземна з острівною платформою                             | 18 жовтня 1985 |
| 328         | «Ангук»                                            | 안국             | «Anguk»                                  | Район Чонгно, Сеул           |                           | Підземна з острівною платформою                             | 18 жовтня 1985 |
| 329         | «Чонгно 3-Га»                                      | 종로3가          | «Jongno 3-ga»                            | Район Чонгно, Сеул           | Перша лінія П'ята лінія   | Підземна з острівною платформою                             | 18 жовтня 1985 |
| 330         | «Ильчіро 3-Га»                                     | 을지로3가        | «Euljiro 3-ga»                           | Район Чун, Сеул              | Друга лінія               | Підземна з острівною платформою                             | 18 жовтня 1985 |
| 331         | «Чхунмуро»                                         | 충무로           | «Chungmuro»                              | Район Чун, Сеул              | Четверта лінія            | Підземна з острівною платформою                             | 18 жовтня 1985 |
| 332         | «Університет Донгкук»                              | 동대입구         | «Dongguk University»                     | Район Чун, Сеул              |                           | Підземна з острівною платформою                             | 18 жовтня 1985 |
| 333         | «Яксу»                                             | 약수             | «Yaksu»                                  | Район Чун, Сеул              | Шоста лінія               | Підземна з острівною платформою                             | 18 жовтня 1985 |
| 334         | «Гимхо»                                            | 금호             | «Geumho»                                 | Район Сонгдонг, Сеул         |                           | Підземна з острівною платформою                             | 18 жовтня 1985 |
| 335         | «Оксу»                                             | 옥수             | «Oksu»                                   | Район Сонгдонг, Сеул         | Кьонгі-Чунганг            | Естакадна з береговими платформами                          | 18 жовтня 1985 |
| 336         | «Апгучонг»                                         | 압구정           | «Apgujeong»                              | Район Кангнам, Сеул          |                           | Підземна з береговими платформами                           | 18 жовтня 1985 |
| 337         | «Сінса»                                            | 신사             | «Sinsa»                                  | Район Кангнам, Сеул          |                           | Підземна з береговими платформами                           | 18 жовтня 1985 |
| 338         | «Чамвон»                                           | 잠원             | «Jamwon»                                 | Район Сочхо, Сеул            |                           | Підземна з береговими платформами                           | 18 жовтня 1985 |
| 339         | «Автовокзал-Експрес»                               | 고속터미널       | «Express Bus Terminal»                   | Район Сочхо, Сеул            | Сьома лінія Дев'ята лінія | Підземна з береговими платформами                           | 18 жовтня 1985 |
| 340         | «Сеульський Національний Педагогічний Університет» | 교대             | «Seoul National University of Education» | Район Сочхо, Сеул            | Друга лінія               | Підземна з острівною платформою                             | 18 жовтня 1985 |
| 341         | «Автовокзал Намбу»                                 | 남부터미널       | «Nambu Bus Terminal»                     | Район Сочхо, Сеул            |                           | Підземна з береговими платформами                           | 18 жовтня 1985 |
| 342         | «Янгче»                                            | 양재             | «Yangjae»                                | Район Сочхо, Сеул            | Сінпунданг                | Підземна з береговими платформами                           | 18 жовтня 1985 |
| 343         | «Мебонг»                                           | 매봉             | «Maebong»                                | Район Кангнам, Сеул          |                           | Підземна з береговими платформами                           | 30 жовтня 1993 |
| 344         | «Догок»                                            | 도곡             | «Dogok»                                  | Район Кангнам, Сеул          | Пунданг                   | Підземна з береговими платформами                           | 30 жовтня 1993 |
| 345         | «Дечхі»                                            | 대치             | «Daechi»                                 | Район Кангнам, Сеул          |                           | Підземна з острівною платформою                             | 30 жовтня 1993 |
| 346         | «Ханьоуль»                                         | 학여울           | «Hangnyeoul»                             | Район Кангнам, Сеул          |                           | Підземна з береговими платформами                           | 30 жовтня 1993 |
| 347         | «Дечхонг»                                          | 대청             | «Daecheong»                              | Район Кангнам, Сеул          |                           | Підземна з береговими платформами                           | 30 жовтня 1993 |
| 348         | «Ірвон»                                            | 일원             | «Irwon»                                  | Район Кангнам, Сеул          |                           | Підземна з береговими платформами                           | 30 жовтня 1993 |
| 349         | «Сусо»                                             | 수서             | «Suseo»                                  | Район Кангнам, Сеул          | Пунданг                   | Підземна з однією острівною та однією береговою платформами | 30 жовтня 1993 |
| 350         | «Ринок Гарак»                                      | 가락시장         | «Garak Market»                           | Район Сонгпа, Сеул           | Восьма лінія              | Підземна з береговими платформами                           | 18 лютого 2010 |
| 351         | «Національний поліцейськи шпиталь»                 | 경찰병원         | «National Police Hospital»               | Район Сонгпа, Сеул           |                           | Підземна з береговими платформами                           | 18 лютого 2010 |
| 352         | «Огим»                                             | 오금             | «Ogeum»                                  | Район Сонгпа, Сеул           | П'ята лінія               | Підземна з береговими платформами                           | 18 лютого 2010 |

## Галерея

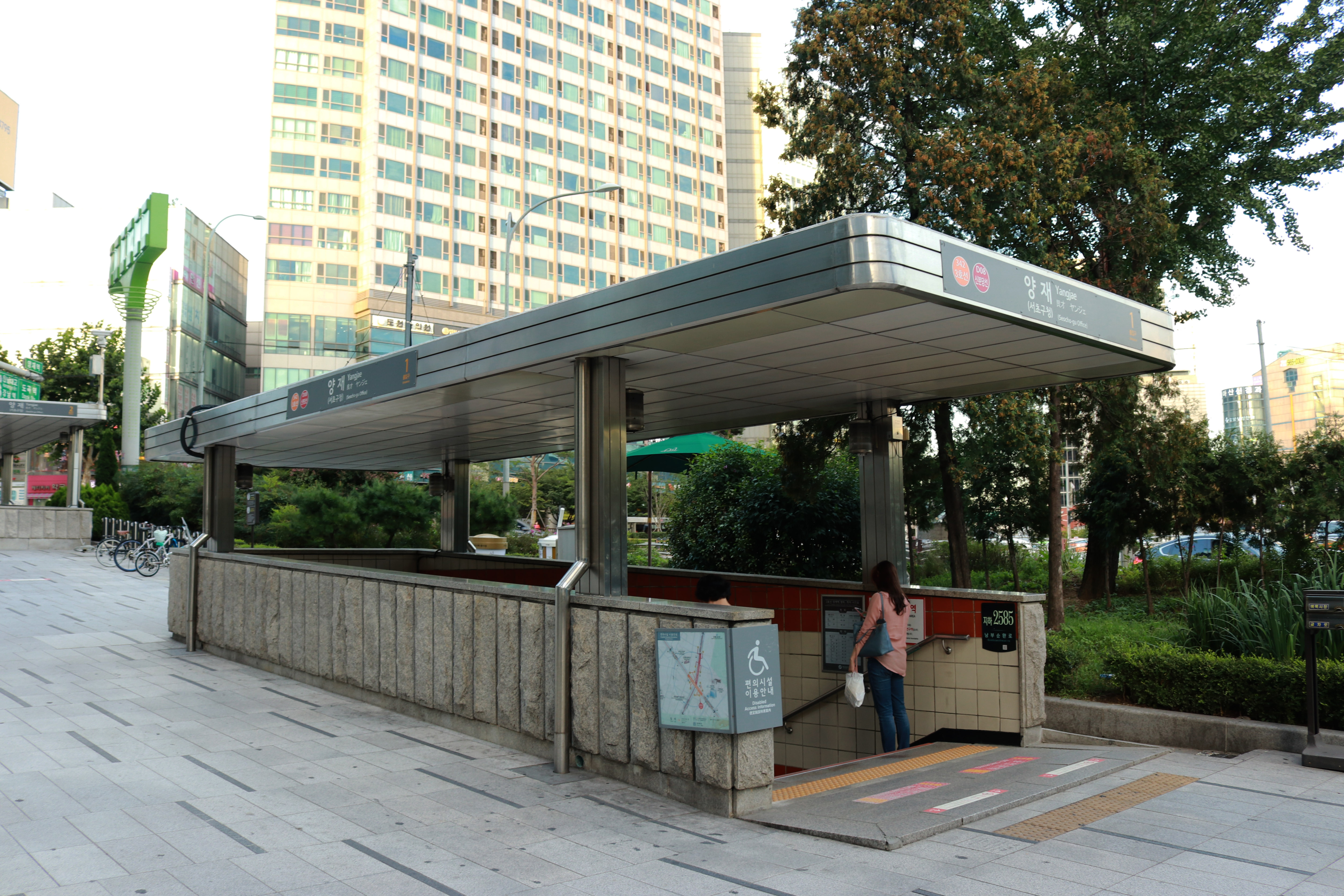
Один з виходів зі станції «Янгче»
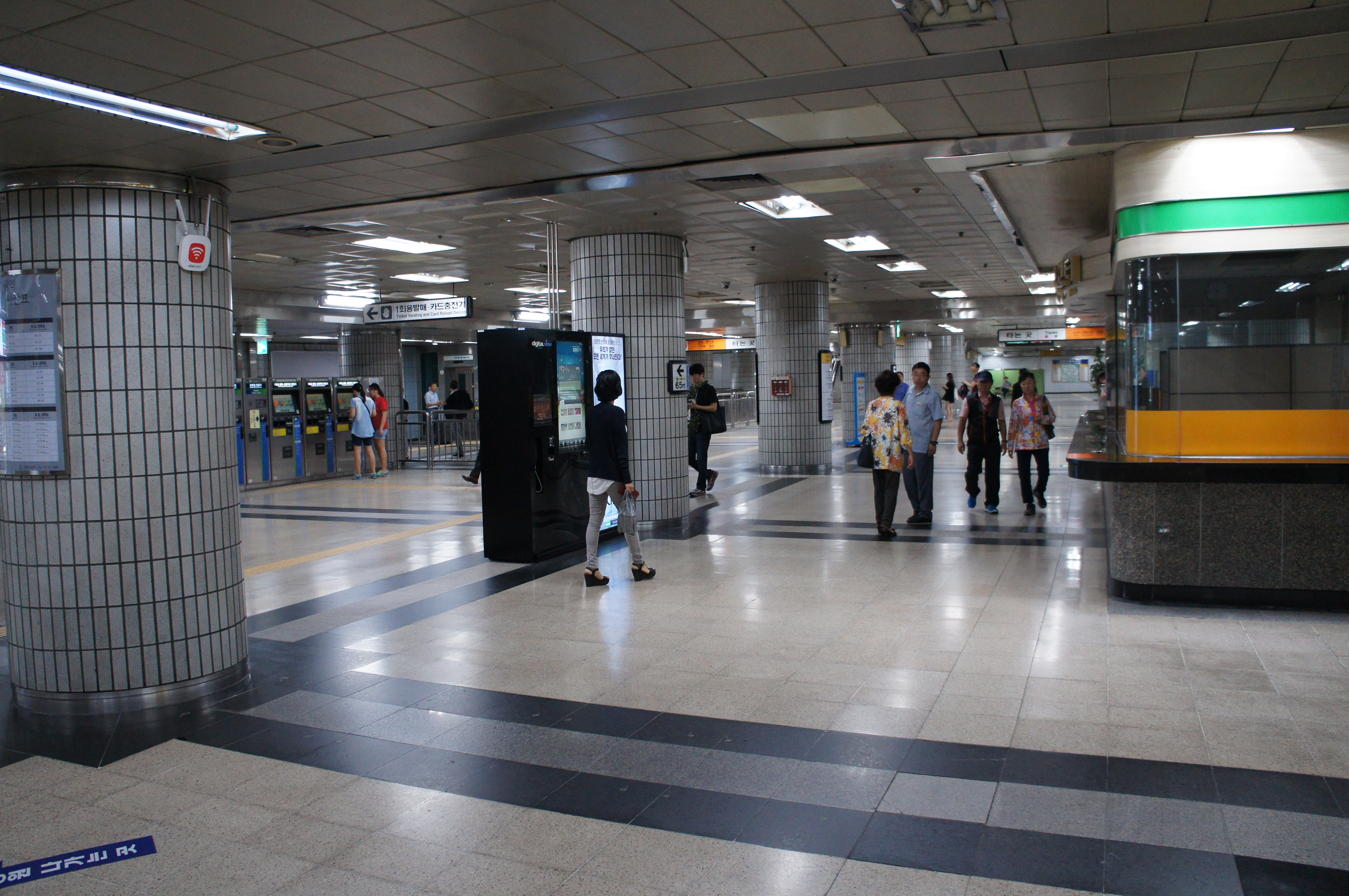
Вестибюль станції «Ірвон»
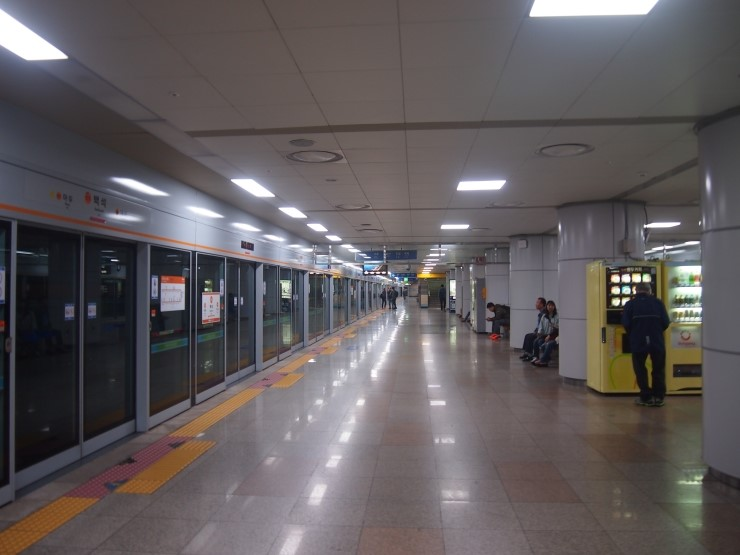
Платформа станції «Бексок»
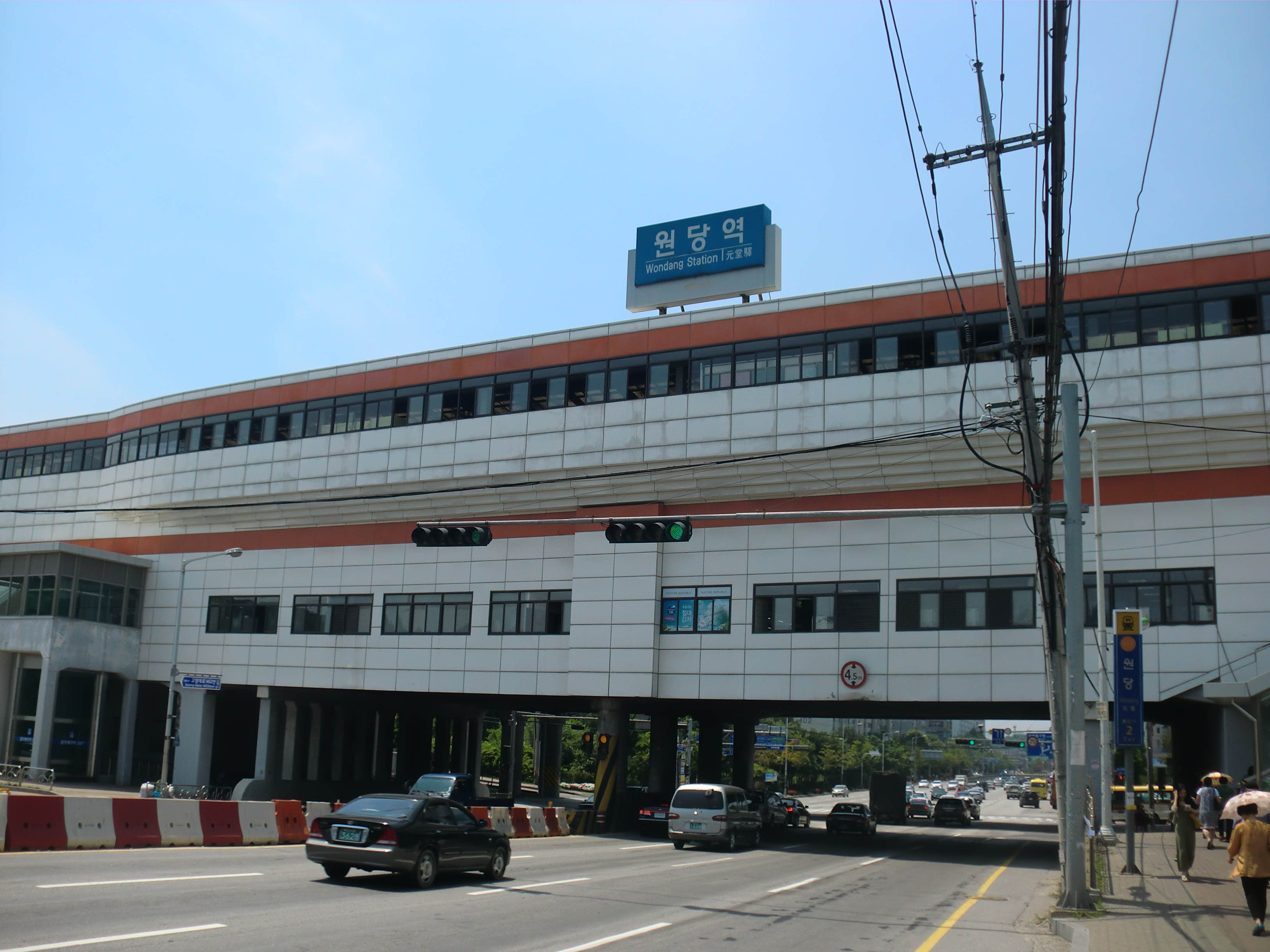
Естакадна станція «Вонданг»